# Кон (Кыргызстан)
Кон (кирг. Кон) — село в Кадамжайском районе Баткенской области Кыргызстана. Входит в состав айылного аймака А. Масалиев.

## География
Село расположено в восточной части области, на берегу канала Кара-Тюбе, на расстоянии приблизительно 25 километров (по прямой) к северо-востоку от города Кадамжай, административного центра района. Абсолютная высота — 940 метров над уровнем моря.

## Население
Согласно оценочным данным Национального статистического комитета Кыргызской Республики, численность населения села на начало 2023 года составляла 1065 человек.
| год     | 2009 | 2014 | 2015 | 2020 | 2021 | 2023 |
| ------- | ---- | ---- | ---- | ---- | ---- | ---- |
| человек | 736  | 922  | 923  | 1034 | 1061 | 1065 |